# Жигули (фильм)
«Жигули» (венг. Zsiguli) — венгерская кинокомедия, снятая в 2004 году режиссёром Андрашем Сёке.
Фильм вышел в официальный венгерский прокат 2 декабря 2004 года.

## Сюжет
Где-то в начале 1990-х годов полицейские Лайош Эндурос и Рихард Вагнер из Сольнока завершили дело о контрабанде оружия, сопровождавшееся множеством нарушений. Профессор Ювегес рассказывает свою историю, которую нельзя официально озвучить, поскольку дело было засекречено на 30 лет. Сидя на террасе своей любимой закусочной, двое полицейских вместе с сержантом Бадаром дают клятву не свидетельствовать друг против друга и вводить власти в заблуждение, давая ложные показания. Открытие дела вновь ставит их планы под угрозу, ведь майор Пирошка Сабо, по совместительству любовница главы МВД, уверена в виновности и коррумпированности своих коллег. История разворачивается перед зрителем через признания ряда героев.

## В ролях
- Йожеф Сарваш — Лайош Эндурос
- Тибор Газдаг — Рихард «Рик» Вагнер
- Анна Дьёрдьи — Пирошка Сабо
- Шандор Гашпар —  Кальман, министр внутренних дел
- Андраш Сёке — профессор Ювегес; видение Кальмана; учитель танцев
- Шандор Бадар — старший сержант Бадар
- Габор Зелеи — вдовец Хорват
- Иштван Ковач — камео
- Ференц Лилиенберг — Лайош Кочмарош
- Шандор Фабри — водитель коляски и его пассажир
- Андраш Хайош — телеведущий
- Ференц Демьен — камео
- Тамаш Шомло — камео
- Петер Гельц — Отто Лист

## Восприятие
По мнению портала PORT.hu, «Сёке удалось снять фильм так же хорошо, как и десять раз до этого, но фильм утратил именно то, что было милого в фильмах Сёке. Он утратил прелесть замены технических недостатков старых „самодельных“ фильмов реальными и лихорадочными идеями, он потеряло свою динамику, потерял свою оригинальность».
Критик Юлия Сефели (Filmkultúra) отметила игру Дьёрдьи и Гашпара, их хотя и гротескных, но ярких персонажей, которые при этом, выведены в сценарии и реализованы на экране режиссурой Сёке не лучшим образом. Она также посчитала удачными камео нескольких венгерских звёзд (Ковач, Хайош, Демьен и другие). Как показалось Сефели, Сёке при этом слишком широко и неуместно ностальгирует по недавнему прошлому страны, которое было в целом трагично и неудачно.